# Andreas Walzer
Andreas Walzer (Homburg (Saar), 20 mei 1970) is een Duits voormalig wielrenner.

## Overwinningen
1991
- Duits kampioen Achtervolging, Baan, Amateurs
- Duits kampioen Puntenkoers, Baan, Amateurs
- 5e etappe Ronde van Luik
- Wereldkampioen Ploegenachtervolging, Baan, Amateurs  met Michael Glöckner, Jens Lehmann en Stefan Steinweg

1992
- Olympisch kampioen Ploegenachtervolging, Baan  met Michael Glöckner, Jens Lehmann en Stefan Steinweg

1993
- Sachsenringradrennen

1994
- Ronde van Neurenberg

1997
- Duits kampioen individuele tijdrit, Elite
- 5e etappe Ronde van Langkawi
- 5e etappe deel B Hessen Rundfahrt

1998
- 1e etappe deel B en eindklassement OZ Wielerweekend

1999
- Duits kampioen individuele tijdrit, Elite

2001
- Göllheim
- Schifferstadt
- Oberbexbach

## Resultaten in voornaamste wedstrijden
| Jaar | Gent-Wevelgem |
| ---- | ------------- |
| 1999 | 71e           |